# BNP Paribas Poland Open 2021
BNP Paribas Poland Open 2021 byl tenisový turnaj pořádaný jako součást ženského okruhu WTA Tour, který se odehrával na otevřených antukových dvorcích tenisového klubu Arka. Událost probíhala 19. až 25. července 2021 v polském přímořském městě Gdyně jako úvodní ročník turnaje. Titulárním sponzorem se stal bankovní dům BNP Paribas a organizátorem společnost Tennis Consulting zastoupená prezidentem Tomaszem Świątekem, otcem Igy Świątekové.
Turnaj s rozpočtem 235 238 dolarů patřil do kategorie WTA 250. Nejvýše nasazenou hráčkou v singlu se po odhlášení Julie Putincevové a Tamary Zidanšekové stala sedmdesátá první tenistka světa Irina-Camelia Beguová z Rumunska, kterou ve druhém kole vyřadila Polka Katarzyna Kawaová. Jako poslední přímá účastnice do dvouhry nastoupila 193. hráčka žebříčku Maryna Zanevská.
Premiérové turnajové vítězství na okruhu WTA Tour vybojovala 27letá Belgičanka ukrajinského původu Maryna Zanevská. Deblovou soutěž ovládl kazachstánsko-běloruský pár Anna Danilinová a Lidzija Marozavová, jehož členky získaly první společnou trofej.

## Rozdělení bodů a finančních odměn

### Rozdělení bodů
| Soutěž  | vítězky | finalistky | semifinalistky | čtvrtfinalistky | 16 v kole | 32 v kole | Q  | Q2 | Q1 |   |
| ------- | ------- | ---------- | -------------- | --------------- | --------- | --------- | -- | -- | -- | - |
| dvouhra | 280     | 180        | 110            | 60              | 30        | 1         | 18 | 12 | 1  |   |
| čtyřhra | 280     | 180        | 110            | 60              | 1         | —         | —  | —  | —  | — |

### Finanční odměny
| Soutěž                                | vítězky  | finalistky | semifinalistky | čtvrtfinalistky | 16 v kole | 32 v kole | Q2      | Q1      |
| ------------------------------------- | -------- | ---------- | -------------- | --------------- | --------- | --------- | ------- | ------- |
| dvouhra                               | 29 200 $ | 16 398 $   | 10 100 $       | 5 800 $         | 4 000 $   | 2 770 $   | 1 700 $ | 1 305 $ |
| čtyřhra                               | 10 300 $ | 6 000 $    | 3 800 $        | 2 300 $         | 1 750 $   | —         | —       | —       |
| částky ve čtyřhře jsou uváděny na pár |          |            |                |                 |           |           |         |         |

## Ženská dvouhra

### Nasazení
| Stát                             | Hráčka                    | WTA  | Nasazení |
| -------------------------------- | ------------------------- | ---- | -------- |
| Kazachstán                       | Julia Putincevová         | 42.  | 1.       |
| Slovinsko                        | Tamara Zidanšeková        | 50.  | 2.       |
| Rumunsko                         | Irina-Camelia Beguová     | 71.  | 3.       |
| Česko                            | Tereza Martincová         | 78.  | 4.       |
| Rusko                            | Anna Blinkovová           | 82.  | 5.       |
| Bělorusko                        | Aljaksandra Sasnovičová   | 86.  | 6.       |
| Rusko                            | Varvara Gračovová         | 89.  | 7.       |
| Ukrajina                         | Anhelina Kalininová       | 95.  | 8.       |
| Španělsko                        | Nuria Párrizasová Díazová | 117. | 9.       |
| Rumunsko                         | Irina Baraová             | 119. | 10.      |
| Bělorusko                        | Olga Govorcovová          | 124. | 11.      |
| Žebříček WTA k 12. červenci 2021 |                           |      |          |

### Jiné formy účasti
Následující hráčky obdržely divokou kartu do hlavní soutěže: 
- Weronika Baszaková
- Valerija Oljanovská
- Urszula Radwańská
- Katie Volynetsová

Následující hráčka obdržela zvláštní výjimku:
- Maryna Zanevská

Následující hráčky postoupily z kvalifikace:
- Anna Bondárová
- Kateryna Bondarenková
- Federica Di Sarrová
- Jekatěrine Gorgodzeová

Následující hráčky postoupily z kvalifikace jako šťastné poražené:
- Amina Anšbová
- Weronika Falkowská
- Jamie Loebová
- Marina Melnikovová
- Tereza Mrdežová
- Anastasija Zacharovová

### Odhlášení
před zahájením turnaje
- Clara Burelová → nahradila ji  Weronika Falkowská
- Harriet Dartová → nahradila ji  Kristína Kučová
- Polona Hercogová → nahradila ji  Kateryna Kozlovová
- Anna-Lena Friedsamová → nahradila ji  Viktória Kužmová
- Anhelina Kalininová → nahradila ji  Anastasija Zacharovová
- Tereza Martincová → nahradila ji  Marina Melnikovová
- Anna Kalinská → nahradila ji  Varvara Lepčenková
- Julia Putincevová → nahradila ji  Tereza Mrdežová
- Nina Stojanovićová → nahradila ji  Nuria Párrizasová Díazová
- Stefanie Vögeleová → nahradila ji  Amina Anšbová
- Tamara Zidanšeková → nahradila ji  Jamie Loebová

## Ženská čtyřhra

### Nasazení
| Stát                                                                         | Hráčka                 | Stát      | Hráčka              | WTA  | Nasazení |
| ---------------------------------------------------------------------------- | ---------------------- | --------- | ------------------- | ---- | -------- |
| Japonsko                                                                     | Miju Katová            | Česko     | Renata Voráčová     | 152. | 1.       |
| Gruzie                                                                       | Jekatěrine Gorgodzeová | Gruzie    | Oxana Kalašnikovová | 189. | 2.       |
| Kazachstán                                                                   | Anna Danilinová        | Bělorusko | Lidzija Marozavová  | 244. | 3.       |
| Ukrajina                                                                     | Kateryna Bondarenková  | Polsko    | Katarzyna Piterová  | 254. | 4.       |
| Žebříček WTA k 12. červenci 2021; číslo je součtem umístění obou členek páru |                        |           |                     |      |          |

### Jiné formy účasti
Následující páry obdržely divokou kartu do hlavní soutěže:
- Weronika Baszaková /  Varvara Flinková
- Weronika Falkowská /  Paula Kaniová-Choduńová

### Odhlášení
před zahájením turnaje
- Irina Baraová /  Mihaela Buzărnescuová → nahradily je  Alena Fominová /  Tereza Mrdežová
- Tereza Mihalíková /  Fanny Stollárová → nahradily je  Ania Hertelová /  Martyna Kubková

v průběhu turnaje
- Irina Baraová /  Varvara Lepčenková

## Přehled finále

### Ženská dvouhra
- Maryna Zanevská vs.  Kristína Kučová, 6–4, 7–6(7–4)

### Ženská čtyřhra
- Anna Danilinová /  Lidzija Marozavová vs.  Kateryna Bondarenková /  Katarzyna Piterová, 6–3, 6–2